# Мисливець за розумом (телесеріал)
«Мисливець за розумом» (англ. Mindhunter) — американський драматичний телесеріал, прем'єра якого відбулася 13 жовтня 2017 року на Нетфлікс. Серіал заснований на документальній книзі «Mind Hunter: Inside FBI's Elite Serial Crime Unit», що була написана Марком Олшейкером і Джоном Дуґласом 1995 року. Рішення про продовження серіалу на другий сезон було прийняте у листопаді 2017 року. Другий сезон вийшов на екрани 16 серпня 2019 року.

## Синопсис
Серіал знятий Девідом Фінчером за книгою колишнього спецагента Джона Е. Дуґласа «Мисливець за розумом: За кулісами елітного відділу криміналістів ФБР». Робота Дуґласа вважається однією з найкращих книг про формування психологічного портрету серійних маніяків.

## Акторський склад

### Головні
- Джонатан Ґрофф — Голден Форд, спеціальний агент відділу біхевіоризму (поведінкової психології) ФБР, прототипом персонажа є Джон Едвард Дуґлас.
- Голт МакКелені — Білл Тенч, спеціальний агент поведінкового відділу ФБР, прототипом персонажа є Роберт Ресслер.
- Анна Торв — Венді Карр, психолог, прототип персонажу — доктор Енн Волберт Берджесс, професор Бостонського університету.
- Ганна Ґросс — Деббі Мітфорд, дівчина головного героя, соціолог.
- Коттер Смітт[en] — Шепард, голова національної навчальної академії ФБР.
- Стейсі Рока — Ненсі Тенч, дружина Білла.

### Другорядні
- Джо Тутле — Грег Сміт, спеціальний агент недавно призначений до відділу дослідження поведінки
- Алекс Морф — Марк Окасек, офіцер поліції з Альтуни, Пенсильванія
- Джозеф Кросс — Бенджамін Барнвінтон, підозрюваний у вбивстві в Альтуні
- Марк Кудіш — Роджер Вейд, директор школи міста Фредеркбург
- Міхаель Парк — Пітер Дін, працівник департаменту правосуддя
- Джорж Шеффей — Джош Боулен, працівник департаменту правосуддя
- Дюк Лафрон — Гордон Чамберс, детектив із Адарсвілю
- Пітер Мурнік — Рой Карвер, детектив із Сакраменто
- Лена Олін — Анналіз Стільман, партнер Венді Карр і голова департаменту психології Бостонського університету
- Камерон Бріттон — Ед Кемпер, серійний вбивця, в якого брали інтерв'ю Форд та Тенч
- Сем Страйк — Монті Ріссел[en], серійний вбивця, в якого брали інтерв'ю Форд та Тенч
- Геппі Андерсон — Джеррі Брудос, серійний вбивця, в якого брали інтерв'ю Форд та Тенч
- Джек Ерді — Річард Спек[en], масовий вбивця, в якого брали інтерв'ю Форд та Тенч
- Сонні Валіченті — працівник компанії ADT Inc / Денніс Рейдер, серійний вбивця[5][6].
- Роберт Арамайо — Елмер Вейн Хенлі, серійний вбивця
- Олівер Купер — Девід Берковіц, серійний вбивця
- Корі Аллен — Вільям Генрі Ганс[en], серійний вбивця
- Деймон Герріман — Чарлз Менсон, серійний вбивця
- Олівер Купер — Текс Вотсон, серійний вбивця, член Сім'я Менсона

## Сезони
| Сезон | Епізоди | Епізоди | Оригінальний випуск | Оригінальний випуск |
| ----- | ------- | ------- | ------------------- | ------------------- |
| 1     | 10      | 10      | 13 жовтня 2017      | 13 жовтня 2017      |
| 2     | 9       | 9       | 16 серпня 2019      | 16 серпня 2019      |

### Сезон 1 (2017)
| № серії (загалом) | № серії (в сезоні) | Назва серії                  | Режисер(и)       | Сценарист(и)                   | Оригінальна дата виходу |
| --- | ------------------ | ---------------------------- | ---------------- | ------------------------------ | ----------------------- |
| 1 | 1                  | «Перша серія» «Episode 1»    | Девід Фінчер     | Джо Пенхолл                    | 13 жовтня 2017          |
| У 1977 році в Бреддок, штат Пенсільванія, спеціальному агенту ФБР Холдену Форду, який виступає переговірником, не вдається запобігти самогубству Коді Міллера, який захопив заручників. Заступник директора Академії ФБР в Куантіко Шепард не звинувачує його в провалі операції, бо заручники не постраждали, і переводить його на викладацьку роботу. Форд проявляє інтерес до курсу лекцій, присвяченому мотивам вбивств, який читає Пітер Ретман. Форд зустрічається з Деббі, аспіранткою, яка вивчає соціологію. З подачі Деббі Форд починає вивчати кримінальну психологію. Форд знайомиться з Біллом Тенчем, керівником відділу поведінкових наук ФБР. Тенч бере Форда з собою в поїздки по всій країні, під час яких він ділиться методиками ФБР з місцевими правоохоронними органами. В Айові поліцейські ображаються, коли Форд передбачає, що Чарльз Менсон є не тільки злочинцем, але і жертвою. До Тенча і Форда звертається місцевий детектив Френк Макгроу, який просить допомоги при розслідуванні жорстокого вбивства і зґвалтування матері-одиначки та її сина. |                    |                              |                  |                                |                         |
| 2 | 2                  | «Друга серія» «Episode 2»    | Девід Фінчер     | Джо Пенхолл                    | 13 жовтня 2017          |
| В Уїчито, штат Канзас, співробітник сервісної компанії ADT просить колегу віддати картонний циліндр від використаної ізоляційної стрічки. Тенч і Форд прибувають в Сан-Франциско, штат Каліфорнія, і Форд просить дозволу поговорити з Чарльзом Менсоном, що знаходяться у в'язниці всього в 30 милях від міста. Тенч заявляє, що доступ до Менсона отримати неможливо. Однак місцева поліція пропонує Форду зустрітися з Едмундом Кемпером, вбивцею студенток. Тенча не цікавить спілкування з Кемпером, тому Форд їде один. На його подив Кемпер виявляється розумним і балакучим. Тим часом в Сакраменто скоєно напад на літню жінку, яка отримує важкі травми і впадає в кому, а її собака жорстоко вбита. Форд переконує Тенча супроводжувати його під час наступного візиту до Кемпера. Кемпер розповідає про свою ненависть до матері і про те, як він з дитинства мучив і вбивав тварин. Шепард з обуренням дізнається про інтерв'ю Форда і Тенча з Кемпером. Він дозволяє їм і надалі займатися вивченням серійних вбивць, але відправляє працювати в підвал ФБР. |                    |                              |                  |                                |                         |
| 3 | 3                  | «Третя серія» «Episode 3»    | Асіф Кападія     | Джо Пенхолл і Рубі Рей Шпігель | 13 жовтня 2017          |
| У Парк-Сіті (Канзас) співробітник ADT спостерігає за будинком, після чого сідає в фургон і їде. Форд і Тенч звертаються до лікаря Венді Карр, професорку суспільних наук Бостонського університету, штат Массачусетс, яка займається академічними дослідженнями. Спроба агентів зустрітися з Бенджаміном Франкліном Міллером закінчується невдачею. У Сакраменто вбита ще одна жінка похилого віку, а горло її собаки перерізане від вуха до вуха. Після бесіди з Кемпером Тенч приходить до висновку, що підозрюваний білий, йому за 30, і у нього такі ж непрості відносини з матір'ю, як і у Кемпера. Поліція прибуває в будинок Дуайта Тейлора, чоловіка років 30, що живе з суворою матір'ю. Після допиту Тейлор визнається у вбивстві. Форд рекомендує переглянути список девіантних слів ФБР, видаливши з нього деякі позиції. Карр прибуває у Фредериксбург в якості консультанта ФБР. |                    |                              |                  |                                |                         |
| 4 | 4                  | «Четверта серія» «Episode 4» | Асіф Кападія     | Джо Пенхолл та Домінік Орландо | 13 жовтня 2017          |
| Співробітник ADT оглядає в Канзасі будинок, господарі якого хочуть встановити сигналізацію. Форд і Тенч беруть інтерв'ю у Монті Рісселла, який убив і зґвалтував п'ять жінок в Віргінії. Перша і остання жертва була побиті і втоплені, а решта зарізані. Ріссел не кається у своїх діях і вважає себе жертвою. Він не так витончено в своїй техніці, як Кемпер, і вбив свою першу жертву через те, що вона не опиралася зґвалтування і, за його словами, була «повією». Інших жертв Ріссел вбив за те, що вони «занадто багато говорили». Маніяк визнається, що відчуває ненависть до своєї матері. У Алтуне, штат Пенсільванія, Тенч і Форд разом з місцевим поліцейським Марком Окейском розслідують вбивство 22-річної няні Беверлі Джин Шоу. Спочатку вони підозрюють в скоєнні злочину місцевого зварника і колишнього бродягу Елвіна Морана. Однак алібі Морана підтверджує його дружина. Тенч розповідає напарнику, що у нього є прийомний шестирічний син на ім'я Брайан, який відмовляється розмовляти. Повернувшись у Фредериксбург, Форд запрошує Карр зустрітися зі своєю дівчиною в барі. Карр вдається залучити два гранти на загальну суму в 385 000 доларів для фінансування досліджень серійних вбивць. |                    |                              |                  |                                |                         |
| 5 | 5                  | «П'ята серія» «Episode 5»    | Тобіас Ліндхольм | Дженніфер Гейлі                | 13 жовтня 2017          |
| Співробітник ADT кидає лист в поштову скриньку. В Алтуні, штат Пенсильванія, триває розслідування вбивства Беверлі Джин. Форд, Тенч і Окейсек беруть інтерв'ю у її «нареченого», Бенджаміна «Бенджі» Барнрайта. Бенджі починає нестримно ридати, примушуючи Форда припустити, що людина, яка плаче перед незнайомцями, прикидається. Поліція розмовляє з матір'ю Бенджі, яка згадує Френка Джандермана, чоловіка її дочки Роуз і шурина Бенджі. Форд дізнається про бурхливу молодість Деббі і її численних сексуальних партнерів. Тенчу повідомляють, що Френк Джандермен в старшій школі потрапив до психіатричної лікарні за те, що побив дівчину розвідним ключем. Після допиту Френка поліція виявляє, що відносини Бенджі з Беверлі Джин були не такими серйозними, як стверджував Бенджі, і він вигадав історію про заручини з Беверлі. Тенч і Форд знову допитують Бенджі, а потім відвідують Роуз, сестру Бенджі, і помічають синці на її тілі. Окейсек попереджає Роуз, що якщо вона щось приховує, і ФБР дізнається про це, то для неї і для Френка це погано скінчиться. Роуз, побоюючись за долю своєї дитини, приходить в поліцейську дільницю і зізнається, що Френка не було вдома в ніч зникнення Беверлі Джин. Роуз стверджує, що Френк викликав її в будинок Бенджі в ніч убивства, де у ванній вона виявила тіло Беверлі Джин, яка була зарізана ножем. Вона стверджує, що прибирала в будинку, поки Бенджі і Френк позбувалися від трупа. |                    |                              |                  |                                |                         |
| 6 | 6                  | «Шоста серія» «Episode 6»    | Тобіас Ліндхольм | Джо Пенхолл і Тобіас Ліндхольм | 13 жовтня 2017          |
| Співробітник ADT в'яже вузли з мотузки, в той час як його дружина доглядає за їхньою маленькою дочкою. Шепард пропонує Карр постійну посаду консультанта в ФБР. Повернувшись в Алтун, Тенч знову допитує Бенджі. Карр здогадується, що Беверлі Джин була ще жива, коли в її будинку з'явилася Роуз. Поліція приходить до висновку, що Бенджі, Роуз і Френк були спільниками. Повернувшись у Фредериксбург, Деббі і Форд обідають в будинку Тенча. З'ясовується, що держзвинувачення має намір домагатися повноцінного покарання тільки для Бенджі, а Роуз і Френку буде запропонована угода з правосуддям. Карр повертається в Бостон і питає думку своєї коханки Анналізи Стілман з приводу прийняття пропозиції ФБР. Анналіза не схвалює ідею співпраці Карр і ФБР, так як це може погано вплинути на її кар'єру в університеті, але Карр все одно приймає рішення виїхати в Вірджинію. |                    |                              |                  |                                |                         |
| 7 | 7                  | «Сьома серія» «Episode 7»    | Ендрю Дуглас     | Джо Пенхолл і Дженніфер Гейлі  | 13 жовтня 2017          |
| Тенч та Форд відвідують державну в'язницю в Сейлемі, штат Орегон, щоб взяти інтерв'ю у Джеррі Брудоса. Брудос визнається, що з дитинства є взуттєвим фетишистом. Форд купує пару жіночого взуття найбільшого розміру, щоб змусити маніяка розговоритися. Карр починає підгодовувати кішку в своєму новому будинку в Фредериксбургом. Тенч і Ненсі обговорюють поведінку їхнього сина Брайана, який в школі покусав однокласника. Няня Брайана виявляє під його матрацом фотографію з місця злочину, на якій зображена мертва Ада Джеффріс, зґвалтована держаком від лопати. Няня відмовляється продовжувати роботу на Тенча і Ненсі. |                    |                              |                  |                                |                         |
| 8 | 8                  | «Восьма серія» «Episode 8»   | Ендрю Дуглас     | Ерін Леві і Дженніфер Хейлі    | 13 жовтня 2017          |
| Форда запрошують виступити в початковій школі. До нього звертається вчителька Джанет Ебнер, яка стурбована поведінкою директора школи Роджера Уейда, який у себе в кабінеті лоскоче дітей і дає їм за це монету в п'ять центів. Форд починає підозрювати, що Деббі зраджує йому. У відділі поведінкових наук до роботи приступає Грегг Сміт. Форд просить Грегга піти з ним на зустріч з Уейдом, якого він підозрює в педофілії. Директор Уейд наполягає, що від лоскоту дітям немає ніякої шкоди. Грегг розповідає Шепард про останньому розслідуванні Форда, який вкрай незадоволений тим, що Форд займається такою нісенітницею і намагається передбачити злочин, якого ще не скоєно. Форд повертається в Орегон, щоб зустрітися з Брудосом, який став більш говірким. Деббі запрошує Форда на виставку, під час якої він стає свідком флірту між Деббі і Патріком. Форд отримує дзвінок від шкільного супертінтенданта, який повідомляє, що Уейд звільнений. |                    |                              |                  |                                |                         |
| 9 | 9                  | «Дев'ята серія» «Episode 9»  | Девід Фінчер     | Карлі Рей і Дженніфер Гейлі    | 13 жовтня 2017          |
| Співробітник ADT сидить в будинку майбутньої жертви. Коли годинник б'є північ, а жертва так і не з'являється, він прибирає за собою і йде в розпачі. У виправній колонії в Джолієт, штат Іллінойс, Форд і Тенч розмовляють з Річардом Спеком. Спек не проявляє інтересу до співпраці доти, поки Форд не питає, хто дав йому право забрати «вісім соковитих кицьок». Тенч рекомендує Форду втратити запис інтерв'ю або відредагувати свій недоречний коментар. Форд і Деббі миряться. Додому до Форд приходить дружина Уейда, обурена його звільненням. Карр зауважує, що бездомна кішка перестала їсти. Відділ починає займатися розслідуванням вбивства Лізи Доун Портер, 12-річної дівчинки з Адайрсвілля, Джорджія. Поліція зауважує на місці злочину підстрижені дерева і починає підозрювати робочого Даррела Джина Девьера. Шепард викликає Карр і повідомляє, що Спек подав скаргу в мін'юст і звинуватив Форда в тому, що він «трахав йому мізки». Відділ передає до відділу професійної відповідальності мін'юсту відредаговану стенограму інтерв'ю зі Спеком. Повернувшись до підвалу, команда домовляється знищити оригінальний запис. |                    |                              |                  |                                |                         |
| 10 | 10                 | «Десята серія» «Episode 10»  | Девід Фінчер     | Джо Пенхолл і Дженніфер Гейлі  | 13 жовтня 2017          |
| Кемпер пише лист Форду з проханням про нову зустріч. Девьер погоджується добровільно співпрацювати з ФБР. Форд використовує методи, засновані на попередніх інтерв'ю, щоб викликати у Девьера почуття провини і домогтися визнання. У барі під час випивки Форд хвалиться перед колегами-поліцейськими роботою відділу поведінкових наук і розповідає про свої зустрічі з серійними вбивцями. Інформація про відділ і Форда потрапляє на сторінки газет. Деббі висловлює Форду невдоволення з приводу його роботи, і вони сваряться. Карр летить в Рим, штат Джорджія, в надії запобігти страті Девьера. Форд і Деббі розлучаються. Форду дзвонить доктор Кемпера. Відділ дізнається, що в розпорядження Мін'юсту потрапив запис інтерв'ю Спека. Форд відвідує в лікарні Кемпера, який намагався вчинити самогубство. Кемпер заявляє, що міг би запросто вбити Форда, якби захотів. Форд в нападі панічного атаки біжить з палати і падає в коридорі. У Канзасі співробітник ADT спалює малюнки з садистським змістом. |                    |                              |                  |                                |                         |

### Сезон 2 (2019)
| № серії (загалом) | № серії (в сезоні) | Назва серії                 | Режисер(и)    | Сценарист(и)                             | Оригінальна дата показу |
| --- | ------------------ | --------------------------- | ------------- | ---------------------------------------- | ----------------------- |
| 11 | 1                  | «Перша серія» «Епізод 1»    | Девід Фінчер  | Даг Юнг і Джошуа Донен та Кортеней Майлз | 16 серпня 2019          |
| Дружина військовослужбовця АДТ застає його за виконанням аутоеротичної асфіксії. Холден прокидається в лікарні та дізнається, що страждає на панічні атаки. Тенч шукає його. Шепард йде у відставку, а новий бос - Тед Ганн, надає повну підтримку відділу та навіть припиняє розслідування OPR. Форд розповідає Карру про свої панічні атаки і зазначає, що почувається набагато краще, незважаючи на те, що йому сказали, що у нього панічний розлад; Він радить йому бути уважним до ознак, які можуть призвести до нового нападу. На вечірці з нагоди виходу на пенсію Шепард гнівно розповідає Форду, що він був змушений піти на пенсію, оскільки хтось повинен був взяти на себе відповідальність за помилки Форда. Почувши правду, Форд страждає від чергового нападу паніки, про який ніхто не знає. |                    |                             |               |                                          |                         |
| 12 | 2                  | «Друга серія» «Епізод 2»    | Девід Фінчер  | Даг Юнг і Джошуа Донен і Кортеней Майлз  | 16 серпня 2019          |
| Дружина військовослужбовця АДТ дає йому брошуру про подолання «девіації». Тенч починає вивчати справу Вбивця БТК і з допомогою Форда помічає, що він спирається у своїх діях на інших вбивць, зокрема на Девіда Берковіца. Вони допитують Берковіца і змушують його зізнатися, що він збрехав про те, що чув голоси і демонів, що поглибило їхні дані про класифікацію вбивць. Тенч і Карр обговорюють панічні атаки Форда та домовляються ділитися інформацією та наглядати за ним. У будинку, де Ненсі, де дружина Тенча працює ріелтором, знаходять тіло. |                    |                             |               |                                          |                         |
| 13 | 3                  | «Третя серія» «Епізод 3»    | Девід Фінчер  | Джошуа Донен та Кортеней Майлз           | 16 серпня 2019          |
| Перебуваючи в Атланті з Джимом Барні, щоб взяти інтерв'ю у двох вбивць (Вільям «Джуніор» Пірс і Вільям Генрі Генс), до Форда звертаються три матері, які просять його розслідувати вбивства в Атланті 1979-1981 років, які, здавалося б, пов'язані з убивствами їхніх дітей. З'ясовується, що маленька дитина - це тіло, яке було знайдене вбитим у будинку Ненсі, а тіло було прив'язане до хреста. Тенч пропонує свою допомогу детективу, оскільки характер злочину лякає місцевих жителів. |                    |                             |               |                                          |                         |
| 14 | 4                  | «Четверта серія» «Епізод 4» | Ендрю Домінік | Джошуа Донен та Кортеней Майлз           | 16 серпня 2019          |
| Форд розробляє політично суперечливий профіль вбивці дітей в Атланті, який відділ відсилає назад. Карр і Ґреґґ беруть інтерв'ю в Елмер Вейн Хенлі-молодший. Під час інтерв'ю Карр розкриває, що вона лесбійка, хоча агенти вважають, що це був виверт, щоб змусити Хенлі-молодшого заговорити. З'ясовується, що син Тенча Брайан був причетний до вбивства дитини в його районі. |                    |                             |               |                                          |                         |
| 15 | 5                  | «П'ята серія» «Епізод 5»    | Ендрю Домінік | Памела Седерквіст та Ліз Ханна           | 16 серпня 2019          |
| Відносини Карра з Кеєм загострюються. Форд і Тенч коротко консультуються з Кемпером, щоб дізнатися його думку про справу БТК перед тим, як взяти інтерв'ю у Чарльза Менсона. Менсон заперечує будь-яку відповідальність за вбивства. Тенч зривається під час інтерв'ю і закінчує його достроково. Форд вирушає сам на інтерв'ю з Тексом Вотсоном, одним із послідовників Менсона, а Тенч летить додому нічним рейсом. Вотсон детально розповідає, як Менсон вплинув на його поведінку. Потім він детально розповідає про його роль у вбивствах Тейта. Карр, Форд і Тенч відвідують звану вечерю в будинку Ганна. Тенч розповідає Карру, що відбувається вдома. В Атланті знаходять ще одне тіло. |                    |                             |               |                                          |                         |
| 16 | 6                  | «Шоста серія» «Епізод 6»    | Карл Франклін | Джошуа Донен та Кортеней Майлз           | 16 серпня 2019          |
| Ситуація в Атланті загострюється, і ФБР офіційно відряджають для розслідування та упіймання вбивці. Оскільки Форд і Тенч мають бути в Атланті, Карр і Ґреґґ вирушають до Нью-Йорка, щоб допитати Пола Бейтсона у в'язниці. Тенчі стурбовані тим, що їхній син Брайан продовжує регресувати у відповідь на свою роль у вбивстві малюка. Брайан не йде на контакт, та втікає від матері щоб дивитися на сусідню дівчину. Форт їде в округ Рок Деїл де зникла ще одна дитина, як консультант від ФБР, з часом до нього доєднується Тенч. Агенти ФБР пропонують провести повторне опитування, свідків, що виявляє, що поліція ігнорувала ретельне опитування. Тим часом поліція знаходить одразу декілька тіл на тому ж місці де вже колись знаходили тіло дитини. Серед улік на дорозі знаходять пакунок з порножурналами на яких залишилися сліди сперми по яких встановлюють людини, що вже відбувала термін за крадіжку. ФБР разом з поліцією беруть дозвіл у прокурора на допит цього чоловіка. |                    |                             |               |                                          |                         |
| 17 | 7                  | «Сьома серія» «Епізод 7»    | Карл Франклін | Джошуа Донен та Кортеней Майлз           | 16 серпня 2019          |
| Форд і Тенч заходять у глухий кут у своєму розслідуванні, щоб зловити вбивцю з Атланти. Форд пропонує новий план, як виманити вбивцю. Карр розчарована, коли Ганн просить її не допитувати більше злочинців, а зосередитися на своєму аналізі. Форд вирішує розставити хрести у тих місцях де були викрадені літи, щоб виманити підозрюваного. Після проведення маршу пам'яті виявляється, що вбили ще одну дитину. |                    |                             |               |                                          |                         |
| 18 | 8                  | «Восьма серія» «Епізод 8»   | Карл Франклін | Джошуа Донен та Кортеней Майлз           | 16 серпня 2019          |
| Форд наполегливо працює над своїм профілем, щоб зловити вбивцю з Атланти, і рекомендує їм стежити за мостами в цьому районі. Засмучений Тенч намагається відновити стосунки з Брайаном, а Ненсі демонструє явні ознаки бажання переїхати. Карр підслуховує розмову Кей з колишнім чоловіком і вирішує розірвати їхні стосунки. В Атланті ФБР і місцева поліція затримують потенційного підозрюваного на місці вбивства. |                    |                             |               |                                          |                         |
| 19 | 9                  | «Дев'ята серія» «Епізод 9»  | Карл Франклін | Джошуа Донен та Кортеней Майлз           | 16 серпня 2019          |
| Поліція та ФБР зосереджують своє розслідування на Вейні Вільямсі, як головному підозрюваному у вбивствах в Атланті, але зіштовхуються з труднощами в отриманні речових доказів.Працівники ФБР ловлять Вейна на протеріччях в показах, що він надавав їм будучи на мості. У поліції немає прямих доказів проти Вейна. Згодом Вільямсу висувають звинувачення у двох вбивствах, а Форд відчуває певні сумніви після того, як поліція Атланти вирішує закрити всі справи про вбивства дітей. Тенч приголомшений, коли повертається додому і бачить, що Ненсі забрала Браяна і виїхала з дому без нього. Форд дивиться прес-конференцію, присвячену завершенню справи Атланти, але він продовжує бути стурбованим, знаючи, що він все ще не зміг розкрити решту вбивств зниклих дітей і заспокоїти сім'ї, які постраждали від них. Наприкінці епізоду показано, що душитель БТК продовжує свою справу, незважаючи на те, що поховав дітей.                                                           |                    |                             |               |                                          |                         |

## Сприйняття

### Реакція критиків
Перший сезон отримав позитивні відгуки від критиків. На сайті Metacritic сезон отримав 79 балів зі 100 на основі оцінок 25 критиків, що означає «загалом схвальні відгуки» . На сайті Rotten Tomatoes він має рейтинг схвалення 96% із середньою оцінкою 8 з 10 на основі 104 рецензій. Консенсус критиків сайту свідчить: «Мисливець за розумом вирізняється в переповненому жанрі амбіційно кінематографічними візуальними ефектами та прискіпливою увагою до розвитку персонажів" . Перший сезон “Мисливця за розумом” був названий серед найкращих телесеріалів 2017 року; він посів 10-те місце в річному списку найкращих телесеріалів 2017 року на сайті Metacritic, складеному на основі оцінок різних критиків і видань .
Другий сезон також отримав визнання. На Metacritic сезон має середній бал 85 зі 100 на основі оцінок 12 критиків, що свідчить про «загальне визнання» . На Rotten Tomatoes другий сезон має рейтинг схвалення 99% на основі 70 рецензій, із середньою оцінкою 8,3 з 10. Критичний консенсус на сайті свідчить: «Мисливець за розумом розширює свої наративні горизонти, не втрачаючи з поля зору деталей, які зробили перший сезон таким насиченим, створюючи моторошний другий сезон, який настільки ж тривожний, наскільки й надзвичайно захоплюючий" .